# Australoecia
Australoecia is een geslacht van kreeftachtigen uit de klasse van de Ostracoda (mosselkreeftjes).

## Soorten
- Australoecia abyssophilia Maddocks, 1969
- Australoecia fulleri Dingle, 1993
- Australoecia micra (Bonaduce, Ciampo & Masoli, 1976) Coles, Ayress & Whatley, 1990
- Australoecia neritica Sartori & Coimbra, 2010
- Australoecia polita Nikolaeva, 1981 †
- Australoecia posteroacuta Coles & Whatley, 1989 †
- Australoecia pykna (Bold, 1960) Maddocks, 1977 †
- Australoecia tipica (Bold, 1974) Maddocks, 1977 †
- Australoecia victoriensis McKenzie, 1967